# Charles Brown (muzikant)
Charles Brown (Texas City, 13 september 1922 – Oakland (Californië), 21 januari 1999) was een Amerikaanse bluesmuzikant (zang, piano).

## Biografie
Charles Brown kreeg al vroeg klassieke pianoles en trad eind jaren 1930 met zijn band op in de omgeving van zijn geboorteplaats. Hij werkte later als chemiedocent, totdat hij in 1943 verhuisde naar Los Angeles en deelnam aan een talentenjacht voor muzikanten. In 1944 voegde hij zich bij The Three Blazers, die werden geleid door Johnny Moore, met wie hij succesvolle nummers als Driftin' Blues opnam. In 1946 verliet hij de band en formeerde hij een eigen trio. Tijdens deze periode maakte hij ook zijn eigen plaatopnamen voor Aladdin Records, waaronder zijn eigen versie van de klassieker Driftin' Blues, die zes maanden lang in de r&b-hitlijst stond.
Begin jaren 1960 toerde Brown door de Verenigde Staten, deels in een show met Johnny Ace. Intussen werden zijn songs vertolkt door verschillende grootheden van de rockmuziek van de jaren 1950, onder wie B.B. King, Sam Cooke, Fats Domino en Ray Charles, die Brown als zijn grote voorbeeld noemde. Met Kerstmis 1961 kwam Brown uiteindelijk voor de eerste keer in de pophitlijst op positie 76 met de single Please Come Home For Christmas. Na meningsverschillen met de Amerikaanse muzikantenbond werden zijn songs twee jaar lang niet gespeeld.
Tijdens de jaren 1970 trad Brown aanvankelijk nog regelmatig op, met onder anderen T-Bone Walker, Amos Milburn en Johnny Otis, maar werkte later alleen nog als ruitenwasser en huismeester. In 1976 kon Brown na zijn optreden op het San Francisco Blues Festival een comeback starten. Als gevolg daarvan toerde hij door Texas, Louisiana en Mississippi en speelde hij op het Sacramento Blues Festival. Maar al vlug verminderde de interesse in Brown weer. Hij trok echter verder door de Verenigde Staten en speelde in verschillende clubs, totdat in 1989 de lp One More For The Road eindelijk waardering kreeg.
Het album All My Life (1990), met Ruth Brown en Dr. John als gaststerren, kreeg uitstekende kritieken en werd door DownBeat tot bluesalbum van het jaar gekroond. Someone To Love uit 1992, met de gaststerren Bonnie Raitt en Elvis Costello, werd genomineerd voor een Grammy Award en kreeg een W.C. Handy Award. Ook Just A Lucky So-And-So (1993) en These Blues (1994) kregen erkenning.
In 1996 werd Brown opgenomen in de Blues Hall of Fame. Days of our Drive/Sweet Piece of Ass werden opgenomen in de Wirelijst The Wire's 100 Records That Set The World On Fire (While No One Was Listening).

## Overlijden
Charles Brown overleed op 21 januari 1999 op 76-jarige leeftijd aan de gevolgen van een hartafwijking. Nog in hetzelfde jaar werd hij postuum opgenomen in de Rock and Roll Hall of Fame in de categorie Vroege invloeden. Hij werd bijgezet op het Inglewood Park Cemetery in Inglewood bij Los Angeles.
- Biblioteca Nacional de España: XX1055369
- Bibliothèque nationale de France: cb139438733 (data)
- Gemeinsame Normdatei: 134753798
- International Standard Name Identifier: 0000 0001 2029 9992
- Library of Congress Control Number: n88617258
- MusicBrainz: dbc9229a-6fb7-43b1-9763-df1e87112a93
- Nationale Bibliotheek van Tsjechië: xx0135787
- Nederlandse Thesaurus van Auteursnamen: 096567406
- Istituto Centrale per il Catalogo Unico: RMSV745896
- Système universitaire de documentation: 114449414
- Virtual International Authority File: 86656654
- WorldCat: E39PBJxrTwXTMVdVrgjTBM6kDq